# زیزون
زیزون (به عربی: زیزون) یک روستا در سوریه است که در ناحیه زیاره واقع شده‌است. زیزون ۱٬۹۴۴ نفر جمعیت دارد.